# Préludes (Alkan)
Préludes (25 Préludes dans tous les tons majeurs et mineurs pour le piano ou orgue, ovvero 25 preludi in tutte le tonalità maggiori e minori per pianoforte o organo), Op. 31, è una raccolta in tre Livres (libri) di preludi composti da Charles-Valentin Alkan e pubblicati per la prima volta a Parigi nel 1847 dalla casa editrice di musica Brandus.
Inoltre è importante notare che i brani sono venticinque e non ventiquattro, come suggerirebbe il fatto che l'autore si propone di comporre un brano per ogni tono maggiore e minore, perché il venticinquesimo preludio riprende la tonalità del primo, formando quindi una sorta di composizione ad anello.

## Premier livre

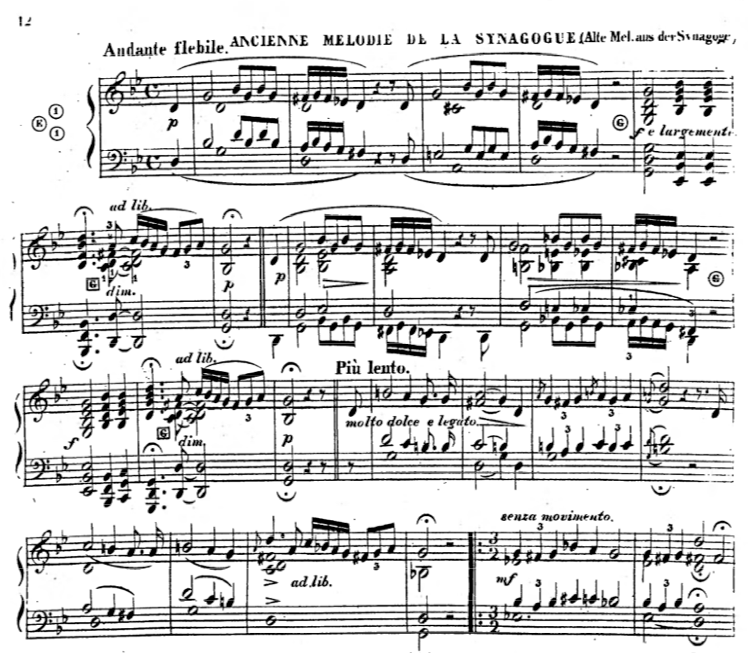
L'inizio del quarto brano: "Ancienne mélodie de la synagogue, Andante flebile"

Il primo libro contiene nove dei venticinque preludi, parte di questi è anche La chanson de la folle au bord de la mer, Lentement, uno dei pezzi più conosciuti tra il repertorio di Alkan, generalmente poco noto, e sicuramente il più celebre tra i preludi:
I. Lentement in Do maggiore

II. Assez lentement in Fa minore

III. Dans le genre ancien, très lentement in Re bemolle maggiore

IV. Prière du soir, Assez lentement in Fa diesis minore

V. Psaume 150e Avec enthousiasme in Re maggiore

VI. Ancienne mélodie de la synagogue, Andante flebile in Sol minore

VII. Librement mais sans secousses in Mi bemolle maggiore

VIII. La chanson de la folle au bord de la mer, Lentement in La bemolle minore
IX. Un petit rien, Assez vite in Fa maggiore

## Deuxième Livre

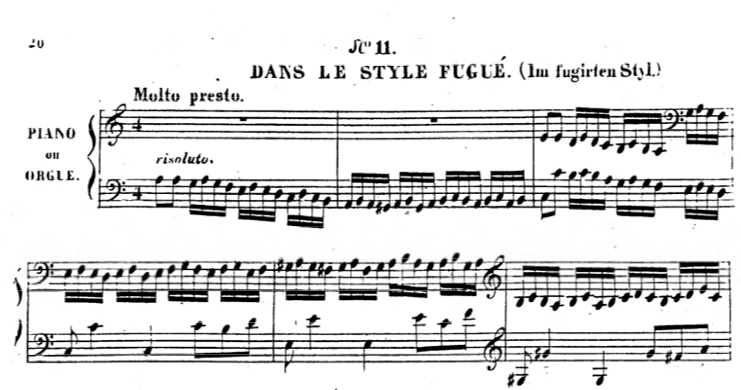
L'inizio del nono brano: Dans le style fugué, très vite

Nel secondo libro i movimenti sono otto dei venticinque, ovvero dal numero dieci al numero diciassette.
X. Placiditas, Tranquillement in Mi maggiore

XI. Dans le style fugué, très vite in La minore

XII. J'étais endormie, mais mon coeur veillait (Cantique des cantiques), Lentement in Sol bemolle maggiore

XIII. Prière du soir, Assez lentement in Si minore

XIV. Le temps qui n'est plus, Andante in Si bemolle minore

XV. Rêve d'amour, Assez vite in La bemolle maggiore

XVI. Dans le genre gothique, Assez vite et avec beaucoup de grâce in Sol maggiore

XVII. Assez lentement in Do minore

## Troisième livre

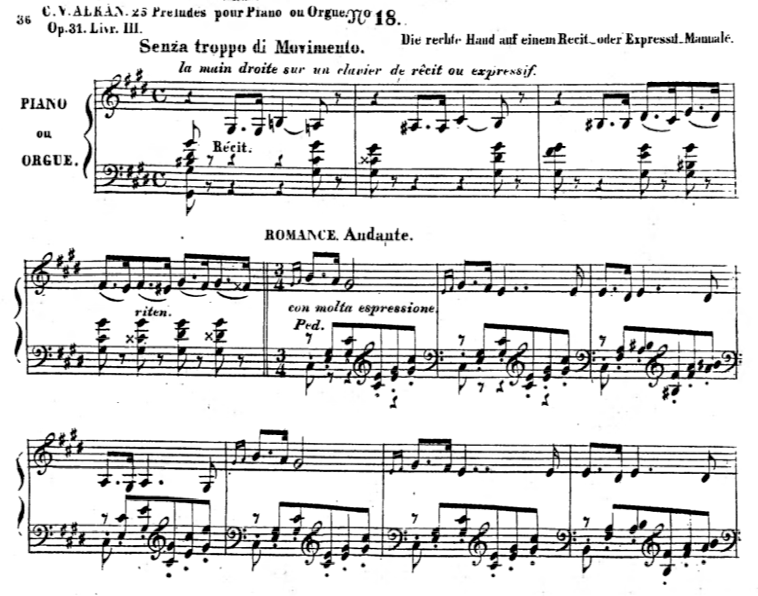
Il diciottesimo brano: Romance, Sans trop de mouvement

Il terzo libro è anch'esso costituito da otto movimenti ed è quindi l'ultimo dei tre, con questo l'esplorazione dei preludi attraverso le tonalità trova la sua conclusione, completando la serie delle tonalità maggiori e minori.

XVIII. Romance, Sans trop de mouvement in Do diesis minore

XIX. Modérément vite et bien caractérisé in Re minore

XX. Prière du matin, Vite in La maggiore

XXI. Doucement in Si bemolle maggiore

XXII. Anniversaire in Mi bemolle minore

XXIII. Assez vite in Si maggiore

XXIV. Prestissimo in Mi minore

XXV. Prière, Lentement in Do maggiore